# Alan V. Oppenheim
Alan Victor Oppenheim (Nova Iorque, 1937) é professor de engenharia no Departamento de Engenharia Elétrica e Ciência da Computação do Instituto de Tecnologia de Massachusetts (MIT). Ele também é o principal investigador do Laboratório de Pesquisa de Eletrônica (RLE) do MIT, no Grupo de Processamento de Sinal Digital. Seus interesses de pesquisa estão na área geral de processamento de sinais e suas aplicações. Ele é co-autor dos livros amplamente usados Processamento de Sinais em Tempo Discreto e Sinais e Sistemas, tendo contribuído também como editor de vários livros avançados sobre processamento de sinais.
Oppenheim recebeu seus graus de Bacharelado e Mestrado simultaneamente em 1961 e seu Doutorado em 1964, todos em engenharia elétrica, pelo Massachusetts Institute of Technology. Sua dissertação Superposition in a Class of Nonlinear Systems foi escrita sob a direção de Amar Bose. Ele também recebeu um doutorado honorário da Universidade de Tel Aviv (1995). Em 1964, o Dr. Oppenheim se juntou ao corpo docente do MIT, onde atualmente é Professor de Engenharia da Ford e um MacVicar Faculty Fellow. Desde 1967 ele é afiliado ao MIT Lincoln Laboratory e desde 1977 ao Woods Hole Oceanographic Institution.
O Dr. Oppenheim é membro da National Academy of Engineering, membro do IEEE, membro do Sigma Xi e ΗΚΝ. Ele foi um Guggenheim Fellow e um Sackler Fellow.
Ele também recebeu uma série de prêmios por pesquisa e ensino de destaque, incluindo a IEEE Centennial Medal (1984), a IEEE Education Medal (1988), a IEEE Third Millennium Medal (2000), o IEEE Jack S. Kilby Signal Processing Medal (2007), o Society Award, o Technical Achievement Award e o Senior Award da IEEE Society on Acoustics, Speech and Signal Processing. Ele também recebeu vários prêmios do MIT por excelência no ensino.
Dr. Oppenheim é autor e coautor de muitos livros, incluindo:
- Discrete-time signal processing (1999). Juntamente com Ronald W Schafer
- Signals and Systems (1998). Juntamente com Alan S. Willsky